# Frédéric Thiriez
Frédéric Thiriez (Neuilly-sur-Seine, 1º luglio 1952) è un avvocato e dirigente sportivo francese.
È il presidente della Ligue de Football Professionnel, la Lega Calcio Francese, eletto nel maggio 2002, dopo esserne stato amministratore delegato per sette anni e attualmente è anche membro della Commissione UEFA delle Leghe Professionistiche.
È stato anche vicepresidente federale tra il 1992 e il 1995.
Da molti anni si è dichiarato favorevole all'introduzione della moviola in campo per limitare gli errori arbitrali, anche se ha sempre trovato ostacoli sia in ambito nazionale che in ambito FIFA e UEFA.